# ヴェストファーレン王国

ヴェストファーレン王国
Königreich Westfalen (ドイツ語)
Royaume de Ouestphalie (フランス語)

国の標語: Character und Aufrichtigkeit（ドイツ語）
人柄と誠実さ
ヴェストファーレン王国の位置（1812年）

ヴェストファーレン王国（ヴェストファーレンおうこく、独: Königreich Westfalen）は、1807年から1813年の間に、現在のドイツに存在した王国である。

## 歴史
フランス皇帝ナポレオン1世の弟ジェローム・ボナパルトが国王を務めた。公式には独立国であったが、実質的にはフランス帝国の衛星国であった。ライン同盟にも加盟した。名称は地名のヴェストファーレンに由来するが、通常ヴェストファーレンと呼ばれる地域の一部しか王国の領土に含まれていない。
王国は1807年、ティルジットの和約でプロイセン王国が放棄した領土に、イギリスと同君連合で1803年以降フランスが占領していたハノーファー選帝侯国、ブラウンシュヴァイク＝ヴォルフェンビュッテル侯領、ヘッセン選帝侯国、マクデブルクを合わせて作られた。カッセルが首都とされ、宮廷はヴィルヘルムスヘーエ宮殿から改名したナポレオンスヘーエ宮殿に置かれた。
ナポレオンの支配体制の理想形を目指し、憲法が制定され、農奴制の廃止、営業の自由の保障、ナポレオン法典の導入などの社会体制の見直しが実施された。メートル法も導入されたが、表現の自由には制限があり、検閲制度は残されていた。
ナポレオン戦争にあたっては、王国は兵站基地として重い負担が課せられた。また、王国の軍隊はナポレオンのロシア遠征に際して大きな損失を受けた。1813年のライプツィヒの戦いの後、王国は消滅した。